# Vitale da Bologna
Vitale da Bologna, anche noto come Vitale di Aimo de' Cavalli o Vitale degli Equi (Bologna, circa 1310 – Bologna, 1360), è stato un pittore italiano.

## Biografia

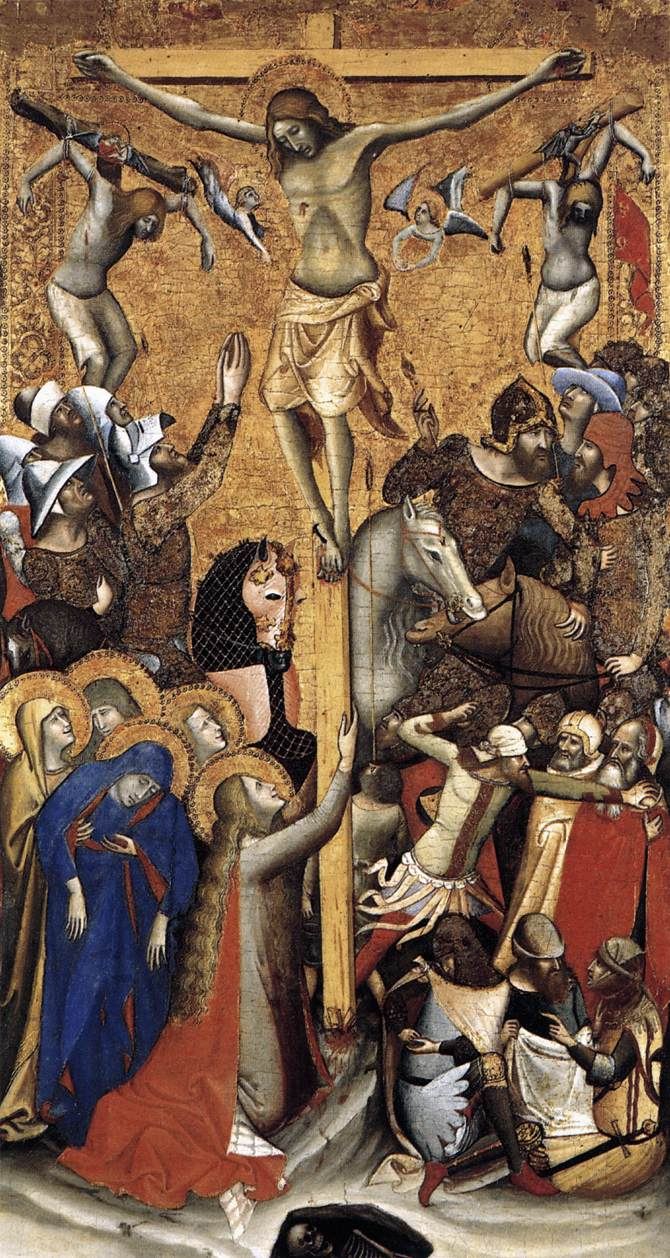
La Crocifissione del Museo Thyssen-Bornemisza, Madrid.

Nato all'incirca attorno al 1310, Vitale da Bologna fu il principale rappresentante della scuola pittorica locale trecentesca, tra i protagonisti della pittura gotica in Emilia. La sua prima attestazione come pittore è del 1330, nonostante la sua prima opera documentata ancora esistente, la Madonna dei denti risalga al 1345.
Attivo soprattutto a Bologna, Vitale lavorò anche a Udine, dove è attestato tra il 1348 e il 1349, e a Pomposa nel 1351. Attorno agli anni '40 invece ottenne degli incarichi a Ferrara: nel 1343 quattro statue lignee per la cattedrale commissionate dal vescovo Guido, poi una tavola con la Madonna col Bambino per l'oratorio dei Battuti bianchi. In Friuli, dove decorò la cappella maggiore della Cattedrale di Udine, lasciò una forte eredità nella produzione artistica successiva, forse favorita dall'insediamento a Udine di parte della sua bottega.
La tavola del San Giorgio e il drago esposta nella Pinacoteca Nazionale di Bologna, è considerata tra i suoi capolavori. In quest'opera, la ricerca di movimento e di espressione si spinge ad una contorsione forzata del cavallo; sul dorso dello stesso è presente un acrostico, firma che allude al suo cognome.
Il ciclo di affreschi nella chiesa di Sant'Apollonia di Mezzaratta, staccati nel 1949 e oggi conservati nella Pinacoteca Nazionale di Bologna, rappresentano la prova della raggiunta maturità di Vitale da Bologna, probabilmente contemporanea alla Madonna dei denti.
Particolare fama ha avuto, nei secoli, la Madonna della Pace, appartenente ai Domenicani di Forlì, per la speciale devozione che ne aveva il beato Marcolino Amanni. Dal 2013, dopo il restauro, è esposta presso la Pinacoteca civica di Forlì, per concessione dell'Ordine Domenicano.
L'ultima attestazione di Vitale da Bologna come pittore risale al 1353, nella consegna del polittico per i canonici regolari di San Salvatore; tuttavia, nel 1359 è ancora citato in un atto stipulato in Santa Maria dei Servi. Il polittico di San Salvatore inoltre costituisce una delle rare opere documentate con certezza dell'artista.

## Opere

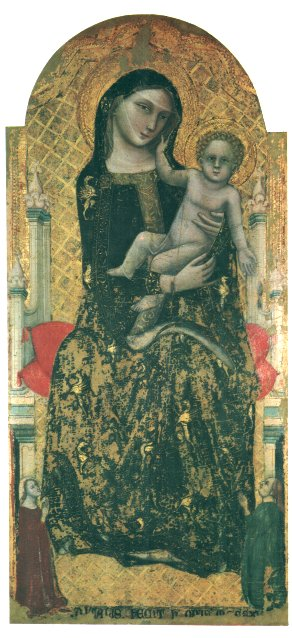
Madonna dei denti, Bologna, Museo Civico Davia Bargellini

### Affreschi
- Ultima cena e Santi (circa 1334) dal refettorio del convento di San Francesco a Bologna, ora nella Pinacoteca Nazionale di Bologna;
- Storie di San Maurelio (1339-1340), Ferrara, dalla chiesa di Santo Stefano, ora nel Museo di Casa Romei;
- Madonna del ricamo (1335-1340), Bologna, Fondazione Carisbo (in deposito presso il museo della storia di Bologna a Palazzo Pepoli);
- Storie del Nuovo Testamento, dalla chiesa di Sant'Apollonia di Mezzaratta, ora nella Pinacoteca Nazionale di Bologna (solitamente si attribuiscono a Vitale l'Annunciazione della controfacciata (inv. 6349, 6350), la Natività (inv. 6346, 6347), il Battesimo di Cristo (inv. 6351);
- Storie di San Nicolò (circa 1348), Udine, Cattedrale di Santa Maria Annunziata;
- frammento di Assunzione della Madonna e alcune parti delle Storie della vita di santa Maria Maddalena (1350), Bologna, Santa Maria dei Servi;
- Cristo Redentore in gloria tra angeli e santi e Storie di sant'Eustachio (1351) nell'abside della basilica di Pomposa;
- Dottori della Chiesa con i Simboli dei quattro evangelisti e il Cristo Redentore benedicente , Vicenza, Chiesa di Sant'Agostino;[8]
- Cristo crocifisso (frammento), Bologna, chiesa di San Martino;
- Madonna col Bambino, Bologna, chiesa di San Michele dei Leprosetti.

### Tavole
- San Giorgio sconfigge il drago, (1335 ca), Pinacoteca Nazionale di Bologna.
- Crocifissione, (1335 circa), Madrid, Museo Thyssen-Bornemisza;
- Storie di sant'Antonio abate, quattro tavole, (1340 circa), Pinacoteca Nazionale di Bologna;
- Incoronazione della Vergine, (1340-1345), Parigi, Museo del Louvre;
- Madonna con Bambino in trono e donatori (Madonna dei Denti) (1345), Bologna, Museo Civico Davia Bargellini;
- San Clemente I papa benedicente e donatore in veste di pellegrino e San Benedetto e san Giacomo Maggiore (1345), due tavole di polittico, Bologna, Collezioni Comunali d'Arte;
- Madonna con Bambino e un san Luigi che presenta il cardinale Pasteur de Sarrats, Viterbo, Museo Civico;
- Madonna col Bambino e due santi (Madonna dell'Umiltà) (1353 circa), Milano, Museo Poldi Pezzoli;
- Incoronazione di Maria Vergine, san Tommaso di Canterbury, san Giovanni Battista e donatori, Natività di Gesù, Martirio di santa Caterina d'Alessandria (1353) polittico, Bologna, chiesa di San Salvatore;
- Adorazione dei Magi, (1353-1355), Edimburgo, National Gallery of Scotland;
- Madonna col Bambino e confratelli (Madonna dei Battuti), Città del Vaticano, Pinacoteca vaticana;
- Cristo in pietà tra i santi Antonio Abate e Cristoforo (1355 circa), Pinacoteca Nazionale di Bologna;
- Incoronazione della Vergine, Budrio, Pinacoteca civica;[9]
- Madonna dell'umiltà con santa Caterina e una santa martire, Milano, Museo Poldi Pezzoli;
- Madonna della Pace, Forlì, Pinacoteca civica.

## Galleria d'immagini

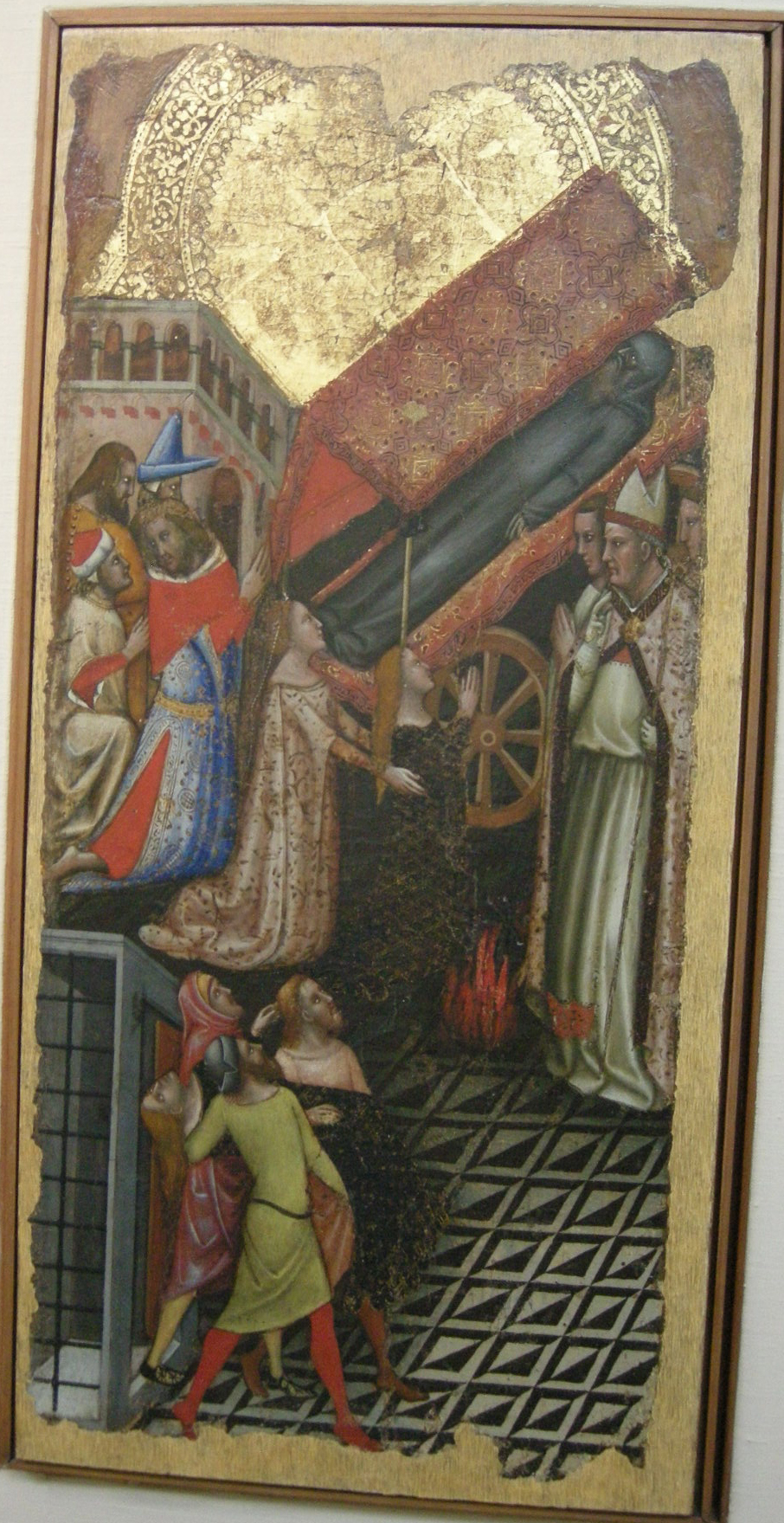
Storie di S. Antonio Abate, Bologna, Pinacoteca Nazionale
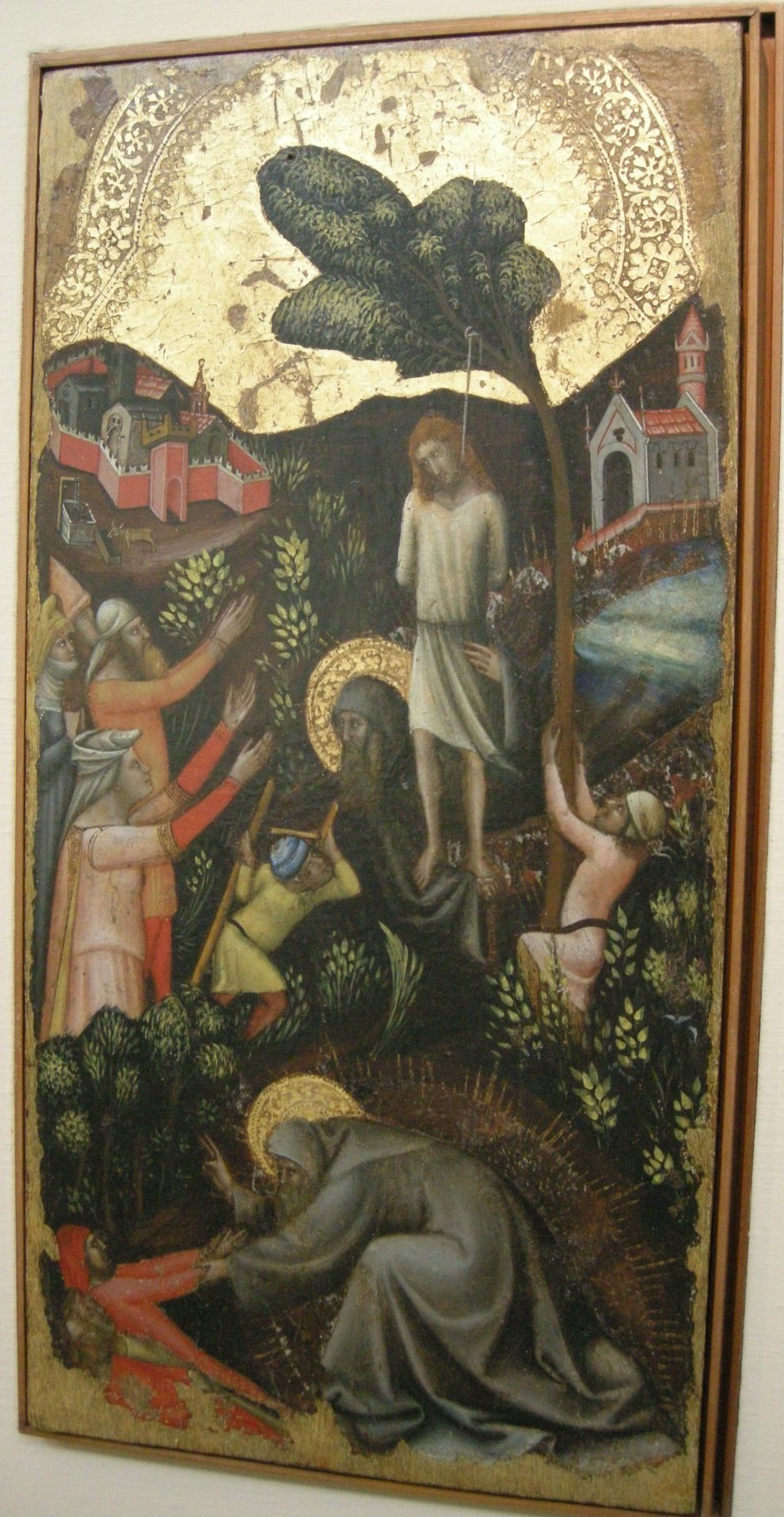
Storie di S. Antonio Abate, Bologna, Pinacoteca Nazionale
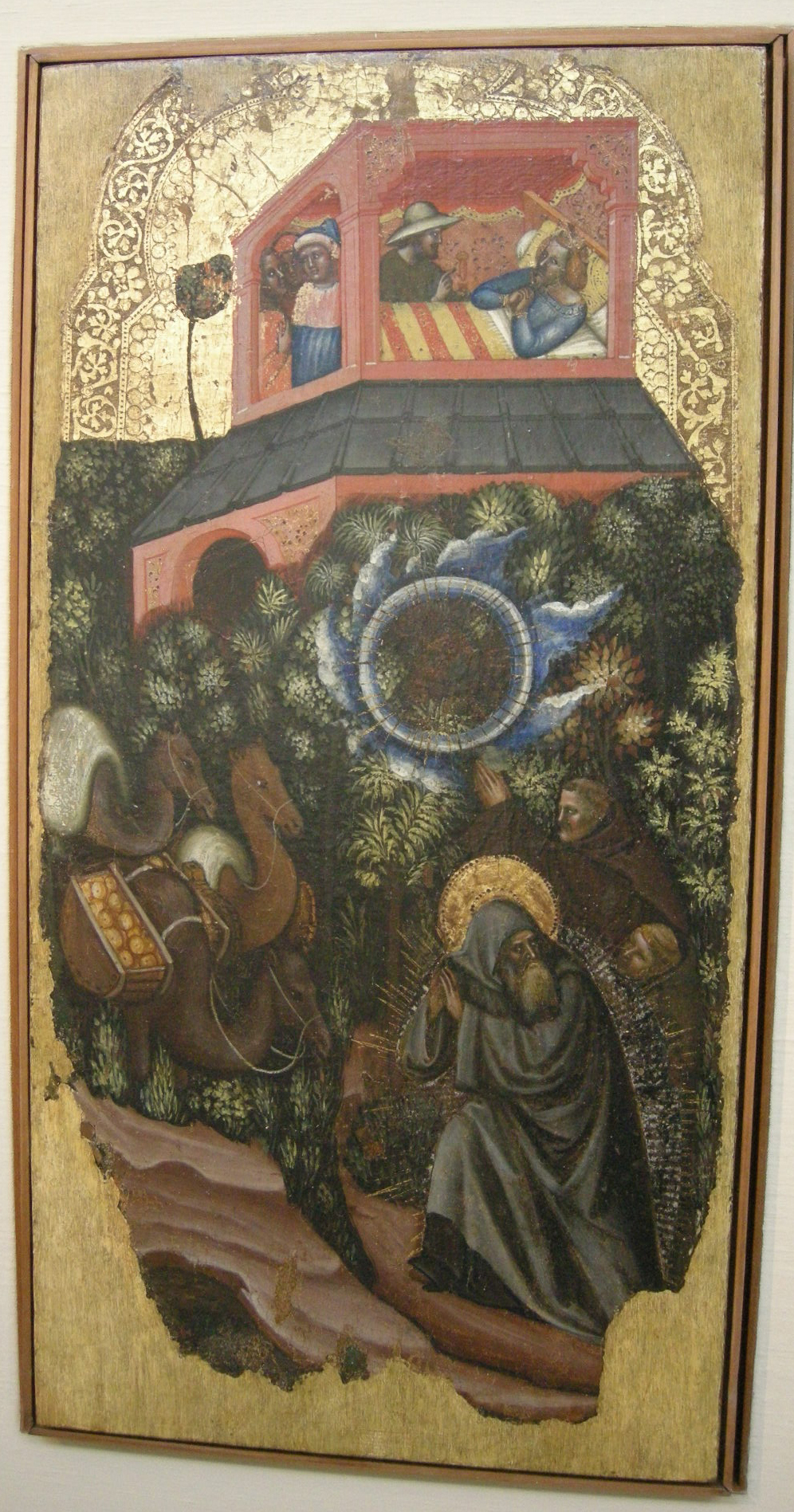
Storie di S. Antonio Abate, Bologna, Pinacoteca Nazionale
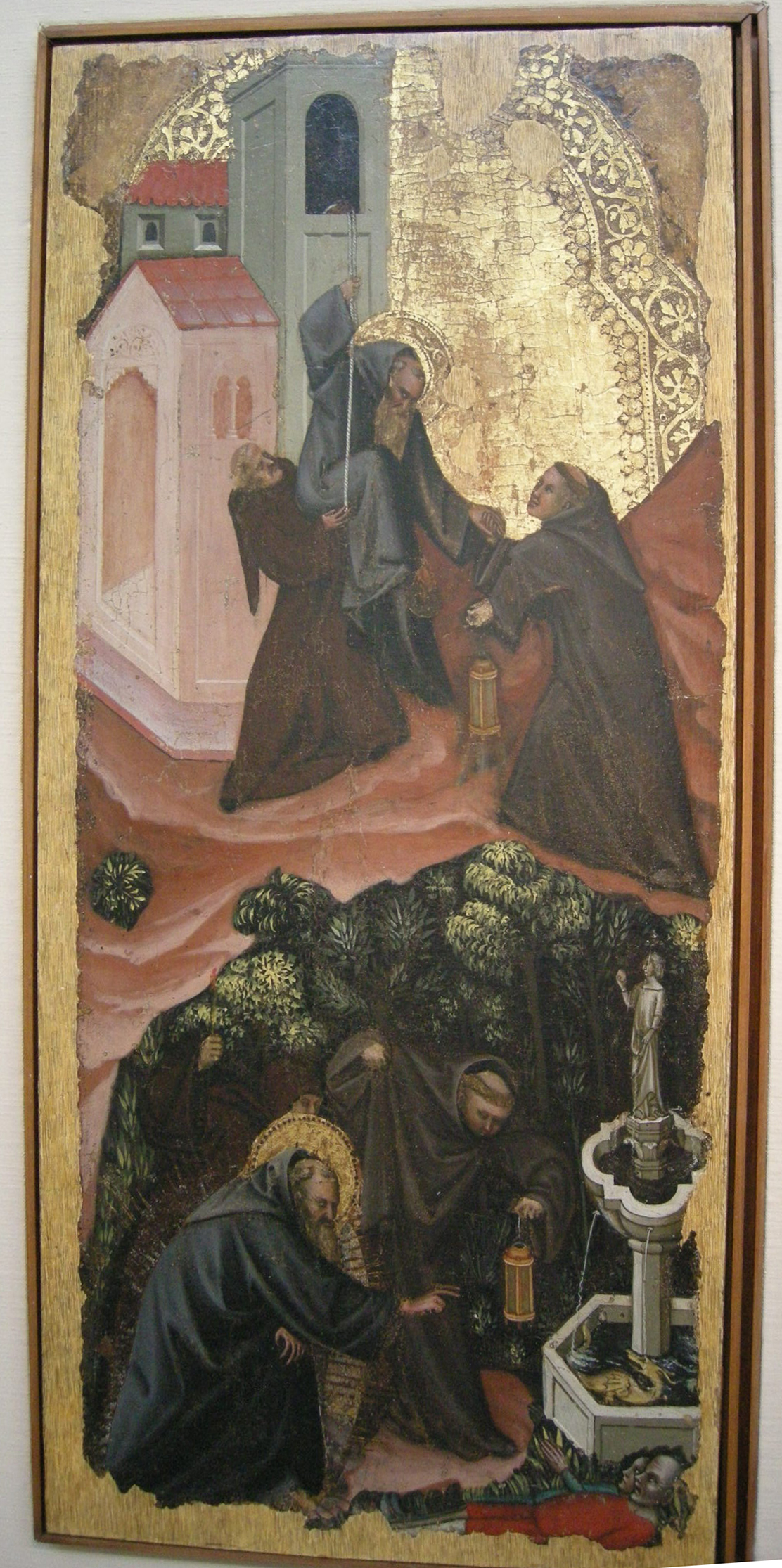
Storie di S. Antonio Abate, Bologna, Pinacoteca Nazionale